# Leichtathletik-Weltmeisterschaften 2019/Teilnehmer (Estland)
| Gelbes Symbol für Goldmedaillen mit stilisierten Olympischen Ringen | Graues Symbol für Silbermedaillen mit stilisierten Olympischen Ringen | Braundes Symbol für Bronzemedaillen mit stilisierten Olympischen Ringen |
| ------------------------------------------------------------------- | --------------------------------------------------------------------- | ----------------------------------------------------------------------- |
| —                                                                   | 2                                                                     | —                                                                       |

Der Leichtathletikverband von Estland will an den Leichtathletik-Weltmeisterschaften 2019 in Doha teilnehmen. Neun Athleten wurden vom estnischen Verband nominiert.

## Ergebnisse

### Männer

#### Laufdisziplinen
| Athlet        | Disziplin        | Vorlauf     | Vorlauf | Halbfinale | Halbfinale | Finale       | Finale |
| Athlet        | Disziplin        | Zeit        | Platz   | Zeit       | Platz      | Zeit         | Platz  |
| ------------- | ---------------- | ----------- | ------- | ---------- | ---------- | ------------ | ------ |
| Roman Fosti   | Marathon         |             |         |            |            | 2:18:30 h SB | 33     |
| Tiidrek Nurme | Marathon         |             |         |            |            | 2:17:38 h    | 26     |
| Rasmus Mägi   | 400 m Hürden     | 49,34 s SB  | 04      | 48,93 s SB | 9          | DNQ          | DNQ    |
| Kaur Kivistik | 3000 m Hindernis | 8:39,26 min | 39      |            |            | DNQ          | DNQ    |

#### Sprung/Wurf
| Athlet        | Disziplin   | Qualifikation | Qualifikation | Finale     | Finale |
| Athlet        | Disziplin   | Weite/Höhe    | Platz         | Weite/Höhe | Platz  |
| ------------- | ----------- | ------------- | ------------- | ---------- | ------ |
| Kristo Galeta | Kugelstoßen | DNS           | DNS           | –          | –      |
| Martin Kupper | Diskuswurf  | 62,10 m       | 19            | DNQ        | DNQ    |
| Magnus Kirt   | Speerwurf   | 88,36 m       | 02            | 86,21 m    | Silber |

#### Zehnkampf
| Athlet        | Disziplin | 100 m      | Weitsprung | Kugelstoßen | Hochsprung | 400 m      | 110 m Hürden | Diskuswurf | Stabhochsprung | Speerwurf  | 1500 m         | Punkte  | Platz  |
| ------------- | --------- | ---------- | ---------- | ----------- | ---------- | ---------- | ------------ | ---------- | -------------- | ---------- | -------------- | ------- | ------ |
| Janek Õiglane | Ergebnis  | 10,94 s PB | 7,32 m     | 15,20 m     | 1,96 m     | 49,14 s PB | 15,13 s      | 43,37 m    | 5,00 m         | 72,46 m PB | 4:36,24 min    | 8297 SB | 6      |
| Janek Õiglane | Punkte    | 874        | 891        | 802         | 767        | 855        | 834          | 733        | 910            | 927        | 704            | 8297 SB | 6      |
| Maicel Uibo   | Ergebnis  | 11,10 s SB | 7,46 m SB  | 15,12 m PB  | 2,17 m SB  | 50,44 s SB | 14,43 s PB   | 46,64 m SB | 5,40 m PB      | 63,83 m SB | 4:31,51 min SB | 8604 PB | Silber |
| Maicel Uibo   | Punkte    | 838        | 925        | 797         | 963        | 794        | 920          | 801        | 1035           | 796        | 735            | 8604 PB | Silber |